# Liste der geschützten Landschaftsbestandteile in Bielefeld
Die Liste der geschützten Landschaftsbestandteile in Bielefeld nennt die in der kreisfreien Stadt Bielefeld in Nordrhein-Westfalen gelegenen geschützten Landschaftsbestandteile.

## Geschützte Landschaftsbestandteile in Bielefeld
Im Stadtgebiet von Bielefeld waren in den drei bestehenden Landschaftsplänen Landschaftsbestandteile mit einer Gesamtfläche von 59 ha ausgewiesen. Dies entspricht etwa 0,2 % des Stadtgebiets.
| Bild | Nr.    | Bezeichnung | Fläche | Position                    | Begründung | Anmerkungen |
| ---- | ------ | --- | ------ | --------------------------- | --- | ----------- |
|      | 2.4-1  | Hecke südöstlich der Baumschule Bethel |        | 51° 59′ 42″ N, 8° 32′ 26″ O | Das Orts- und Landschaftsbild gliedernder, belebender und wesentlich mitbestimmender Landschaftsbestandteil. |             |
|      | 2.4.1  | Kleingewässer im Bereich der Deponie Beukenhorst                                                                                          |        | 52° 6′ 4″ N, 8° 33′ 26″ O   | Erhaltung eines naturnahen Kleingewässers. |             |
|      | 2.4.2  | Zwei Eichen an der "Rachheide" |        | 52° 6′ 0″ N, 8° 34′ 4″ O    | Erhaltung zweier das Ortsbild belebende Eichen |             |
|      | 2.4.3  | Hofbaumbestand im Bereich des Hofes "Meyer zu Jöllenbeck"                                                                                 |        | 52° 5′ 48″ N, 8° 31′ 27″ O  | Erhaltung eines das Ortsbild prägenden Baumbestandes |             |
|      | 2.4.4  | Feuerlöschteich am Hof Wilkenhöner |        | 52° 5′ 43″ N, 8° 34′ 4″ O   | Erhaltung eines landschaftstypischen Kleingewässers |             |
|      | 2.4.5  | Baumbestand in dem gekennzeichneten Bereich, südlich der Beckendorfstraße                                                                 |        | 52° 4′ 39″ N, 8° 27′ 51″ O  | Geschützt sind alle Eichen, Linden und Kastanien ab einem Stammumfang von mindestens 100 cm, gemessen in einer Höhe von 100 cm über dem Erdboden. |             |
|      | 2.4.6  | Baumbestand im Ortskern von Vilsendorf |        | 52° 4′ 45″ N, 8° 32′ 50″ O  | Geschützt sind alle Eichen, Linden und Kastanien ab einem Stammumfang von mindestens 100 cm, gemessen in einer Höhe von 100 cm über dem Erdboden. |             |
|      | 2.4.7  | Lindenallee entlang der Laarer Straße |        | 52° 4′ 57″ N, 8° 33′ 41″ O  | Die Allee setzt sich im Kreis Herford fort. |             |
|      | 2.4.10 | Baumbestand im Siedlungsbereich "Zur Bülte"                                                                                               |        | 52° 3′ 57″ N, 8° 31′ 57″ O  | Geschützt sind alle Eichen, Linden und Kastanien ab einem Stammumfang von mindestens 100 cm, gemessen in einer Höhe von 100 cm über dem Erdboden. |             |
|      | 2.4.11 | Eichenbestand im Bereich des Hofes Overbeck                                                                                               |        | 52° 3′ 17″ N, 8° 29′ 40″ O  | Erhaltung eines das Landschaftsbild gliedernden und belebenden Eichenbestandes. |             |
|      | 2.4.12 | Eine Rosskastanie und eine Linde an der Südseite eines Grundstücks westlich der Straße "Am Poggenpohl"                                    |        | 52° 3′ 17″ N, 8° 29′ 52″ O  | Erhaltung zweier das Landschaftsbild belebender Bäume. |             |
|      | 2.4.13 | Zwei Eichen an der Bavostraße |        | 52° 3′ 26″ N, 8° 29′ 43″ O  | Erhaltung zweier das Ortsbild gliedernder und belebender Eichen. |             |
|      | 2.4.14 | Eine Linde an der Bavostraße |        | 52° 3′ 27″ N, 8° 29′ 45″ O  | Erhaltung einer das Ortsbild gliedernder und belebender Linde. |             |
|      | 2.4.15 | Eine Linde an der Bavostraße |        | 52° 3′ 28″ N, 8° 29′ 48″ O  | Erhaltung einer das Ortsbild gliedernder und belebender Linde. |             |
|      | 2.4.16 | Feldgehölz „Im Brugel“ |        | 52° 3′ 5″ N, 8° 29′ 1″ O    | Das Landschaftsbild gliederndes und belebendes Feldgehölz. |             |
|      | 2.4.17 | Drei Eichen an der Südostgrenze eines Grundstückes an der Straße „Im Brugel“                                                              |        | 52° 3′ 1″ N, 8° 29′ 17″ O   | Erhaltung dreier das Landschaftsbild belebender Eichen. |             |
|      | 2.4.18 | Feldgehölz am "Kattensterdt" |        | 52° 3′ 7″ N, 8° 29′ 21″ O   | Erhaltung eines das Landschaftsbild gliedernden und belebenden Feldgehölz. |             |
|      | 2.4.19 | Drei Eichen an der Straße "Kattensterdt"                                                                                                  |        | 52° 3′ 12″ N, 8° 29′ 24″ O  | Erhaltung dreier das Landschaftsbild belebender Eichen. |             |
|      | 2.4.20 | Feldgehölz an der "Langen Lage" |        | 52° 2′ 49″ N, 8° 29′ 44″ O  | Das Landschaftsbild gliederndes und belebendes Feldgehölz. |             |
|      | 2.4.21 | Bewaldete Landwehr an der Bergstraße |        | 52° 1′ 21″ N, 8° 28′ 7″ O   | Erhaltung eines das Landschaftsbild gliedernden und belebenden Gehölzbestandes. |             |
|      | 2.4.22 | Landwehr nördlich des Hofes Meyer zu Bentrup mit Altholzriegelbestand                                                                     |        | 52° 0′ 27″ N, 8° 27′ 59″ O  | Erhaltung eines das Landschaftsbild prägenden Altholzriegels. |             |
|      | 2.4.23 | Eichenbestand der Hofstelle Meyer zu Bentrup                                                                                              |        | 52° 0′ 20″ N, 8° 27′ 47″ O  | Erhaltung eines das Landschaftsbild gliedernden und belebenden Baumbestandes. |             |
|      | 2.4.24 | Gehölzriegel am Oberfeldweg südlich der B 68                                                                                              |        | 52° 0′ 21″ N, 8° 28′ 26″ O  | Erhaltung eines das Landschafts- und Siedlungsrandbild prägenden Feldgehölzes. |             |
|      | 2.4.25 | Baumreihen westlich des Hofes Meyer zu Borgsen                                                                                            |        | 52° 0′ 5″ N, 8° 28′ 53″ O   | Erhaltung dreier das Landschaftsbild gliedernder und belebender Baumreihen. |             |
|      | 2.4.26 | Feldgehölz nördlich des Hofes Meyer zu Borgsen                                                                                            |        | 52° 0′ 13″ N, 8° 28′ 59″ O  | Erhaltung eines das Landschaftsbild gliedernden und belebenden Baumbestandes. |             |
|      | 2.4.27 | Baumbestand des Hofes Meyer zu Borgsen |        | 52° 0′ 3″ N, 8° 29′ 3″ O    | Erhaltung eines das Landschafts- und Ortsbild prägenden Baumbestandes. |             |
|      | 2.4.28 | Feldgehölze und Baumgruppen im Hofbereich Hinney und an der Silberstraße                                                                  |        | 51° 59′ 45″ N, 8° 27′ 29″ O | Erhaltung eines das Landschaftsbild gliedernden und belebenden Baumbestandes. |             |
|      | 2.4.29 | Feldgehölz westlich des Flaßbaches |        | 51° 59′ 37″ N, 8° 27′ 26″ O | Erhaltung eines das Landschaftsbild gliedernden und belebenden Feldgehölzes. |             |
|      | 2.4.30 | Altholzriegel östlich des Flaßbaches |        | 51° 59′ 32″ N, 8° 27′ 37″ O | Erhaltung eines das Landschaftsbild prägenden Feldgehölzes. |             |
|      | 2.4.31 | Gehölzbestand nördlich der Kupferstraße (Hofbäume, Baumreihen und Hecken)                                                                 |        | 51° 59′ 46″ N, 8° 27′ 53″ O | Erhaltung eines das Landschaftsbild gliedernden und belebenden Baumbestandes. |             |
|      | 2.4.32 | Eichenaltholzreihe westlich des Hofes Wierum                                                                                              |        | 51° 59′ 41″ N, 8° 28′ 13″ O | Erhaltung einer das Landschaftsbild gliedernden und belebenden Baumreihe. |             |
|      | 2.4.33 | Baumbestand des Hofes Wierum |        | 51° 59′ 39″ N, 8° 28′ 18″ O | Erhaltung eines das Landschaftsbild belebenden Baumbestandes. |             |
|      | 2.4.34 | Eichenaltholzreihe östlich des Hofes Wierum                                                                                               |        | 51° 59′ 38″ N, 8° 28′ 27″ O | Erhaltung eines das Landschaftsbild gliedernden und belebenden Baumbestandes. |             |
|      | 2.4.35 | Baumreihe östlich des Verkehrsübungsplatzes                                                                                               |        | 51° 59′ 55″ N, 8° 28′ 54″ O | Erhaltung einer das Landschaftsbild gliedernden und belebenden Baumreihe. |             |
|      | 2.4.36 | Grabenbegleitende Hecke mit Überhältern nahe der Grenze zum Kreis Gütersloh                                                               |        | 51° 58′ 59″ N, 8° 26′ 3″ O  | Erhaltung einer das Landschaftsbild gliedernden und belebenden Hecke. |             |
|      | 2.4.37 | Altholzriegel auf der Westseite der Umlostraße                                                                                            |        | 51° 59′ 8″ N, 8° 26′ 17″ O  | Erhaltung eines das Landschaftsbild gliedernden und belebenden Altholzriegels. |             |
|      | 2.4.38 | Eine Eiche an der Queller Straße |        | 51° 59′ 39″ N, 8° 28′ 23″ O | Erhaltung einer das Ortsbild belebenden Eiche. |             |
|      | 2.4.1  | Feldhecke aus Eichen und Birken in 110 m Länge am Nordrand der Tennisanlage westlich der Duisburger Straße                                |        | 51° 58′ 27″ N, 8° 29′ 58″ O | |             |
|      | 2.4.2  | Alteichengruppe an der Nordspitze einer Waldfläche südlich der Mannesmann-Werke                                                           |        | 51° 58′ 27″ N, 8° 30′ 17″ O | |             |
|      | 2.4.3  | Alteichenallee entlang der Straße Bockschatzhof mit einer vierstämmigen Buche                                                             |        | 51° 58′ 20″ N, 8° 29′ 42″ O | |             |
|      | 2.4.4  | Alteichenreihe in 100 m Länge zwischen der Straße Bockschatzhof und dem Trüggelbach                                                       |        | 51° 58′ 19″ N, 8° 29′ 50″ O | |             |
|      | 2.4.5  | zwei solitäre Winterlinden auf dem Gelände des Hauses Nordfeldweg Nr. 83                                                                  |        | 51° 58′ 17″ N, 8° 30′ 34″ O | |             |
|      | 2.4.6  | Alteichengruppe südlich des Hauses Nordfeldweg Nr. 83                                                                                     |        | 51° 58′ 15″ N, 8° 30′ 34″ O | |             |
|      | 2.4.7  | Eichen-Baumreihe südlich des Hauses Kammerichstraße Nr. 37, entlang des Nordfeldweges                                                     |        | 51° 58′ 13″ N, 8° 30′ 36″ O | |             |
|      | 2.4.8  | Altbaumbestand auf dem Hof Rahe, Kammerichstr. 27                                                                                         |        | 51° 58′ 10″ N, 8° 30′ 44″ O | |             |
|      | 2.4.9  | 2 Alteichen östlich des Gebäudes Sen-ner Straße Nr. 151                                                                                   |        | 51° 58′ 10″ N, 8° 30′ 28″ O | |             |
|      | 2.4.10 | Alteichen- und Altbuchenbaumreihe in 160 m Länge östlich des Hofes Flöthmann, Fechterweg Nr. 17                                           |        | 51° 58′ 7″ N, 8° 30′ 54″ O  | |             |
|      | 2.4.11 | Alteichen- und Buchenbestand auf dem Hof Flöthmann Fechterweg Nr. 17                                                                      |        | 51° 58′ 0″ N, 8° 30′ 43″ O  | |             |
|      | 2.4.12 | Alteichen und 1 Kastanie am Haus Fechterweg Nr. 13                                                                                        |        | 51° 58′ 5″ N, 8° 30′ 57″ O  | |             |
|      | 2.4.13 | Alteichenreihe entlang des Zufahrtsweges zum Hof Flöthmann, Fechterweg Nr. 17                                                             |        | 51° 58′ 4″ N, 8° 30′ 43″ O  | |             |
|      | 2.4.14 | Wallhecke in ca. 250 m Länge aus Eichen, Buchen und Birken zwischen den Höfen Steinkröger, Nordfeldweg 65 und Reckmeier, Nordfeldweg 53   |        | 51° 58′ 1″ N, 8° 30′ 32″ O  | |             |
|      | 2.4.15 | Alteichenreihe mit Erlen südlich des Hauses Fechterweg Nr. 15, westlich der Bahnlinie Bielefeld-Paderborn                                 |        | 51° 58′ 2″ N, 8° 30′ 59″ O  | |             |
|      | 2.4.16 | Alteichengruppe mit Teich westlich des Hauses Windelsbleicher Straße 186                                                                  |        | 51° 58′ 0″ N, 8° 31′ 3″ O   | |             |
|      | 2.4.17 | Feldhecke aus Erlen, Birken entlang des Gewässers 41.02                                                                                   |        | 51° 57′ 53″ N, 8° 30′ 49″ O | |             |
|      | 2.4.18 | Alteichen am Haus Nordfeldweg Nr. 43 |        | 51° 57′ 54″ N, 8° 30′ 39″ O | |             |
|      | 2.4.19 | Erlen- und Birkenreihe nördlich der Siedlung Okapiweg                                                                                     |        | 51° 57′ 49″ N, 8° 30′ 22″ O | |             |
|      | 2.4.20 | Alteichenreihe entlang eines Wirtschaftsweges zwischen den Höfen Steinkröger, Nordfeldweg Nr. 32 und Breipohl, Windelsbleicher Straße 200 |        | 51° 57′ 52″ N, 8° 31′ 3″ O  | |             |
|      | 2.4.21 | Altbuchen und -eichen mit Erlen entlang des Gewässers 41.03 südöstlich des Hofes Steinkröger, Nordfeldweg Nr. 32                          |        | 51° 57′ 46″ N, 8° 30′ 52″ O | |             |
|      | 2.4.22 | Alteichenreihe am Nordwestufer des Trüggelbaches zwischen den Naturschutzgebieten 2.1-2 und 2.1-3                                         |        | 51° 57′ 59″ N, 8° 28′ 52″ O | |             |
|      | 2.4.23 | Altbuchenreihe entlang eines Wirtschaftsweges vom Hof Quakernack in Richtung Südwesten                                                    |        | 51° 57′ 47″ N, 8° 29′ 35″ O | |             |
|      | 2.4.24 | Feldhecke zwischen Enniskillener Straße und dem Botweg                                                                                    |        | 51° 57′ 43″ N, 8° 28′ 41″ O | |             |
|      | 2.4.25 | Eichenbestand auf dem Hof Bollbrinker, Am Wahlbrink Nr. 20                                                                                |        | 51° 57′ 39″ N, 8° 32′ 21″ O | |             |
|      | 2.4.26 | Alteichenreihe zwischen Vennkampweg und dem Stadtwerkewald                                                                                |        | 51° 57′ 16″ N, 8° 32′ 56″ O | |             |
|      | 2.4.27 | Reiherbachabschnitt zwischen Bahnlinie Bielefeld-Paderborn und der Krackser Straße mit Teichanlage und Ufergehölz                         |        | 51° 57′ 12″ N, 8° 32′ 3″ O  | Erhaltung eines naturnahen Bachabschnitts des Reiherbaches (Gewässer 40) mit Kleingewässern, Röhrichtsaum, Uferhochstaudenfluren und angrenzendem Erlen- und Eichenbeständen. Sowie zur                                                                       |             |
|      | 2.4.28 | Alteichenallee zwischen Hof Krammschnieder und der Bahnlinie Bielefeld-Paderborn                                                          |        | 51° 57′ 7″ N, 8° 32′ 30″ O  | |             |
|      | 2.4.29 | Bachufergehölz aus Alteichen und Erlen am Südrand der Reiherbachaue westlich der Friedrichsdorfer Straße                                  |        | 51° 57′ 7″ N, 8° 29′ 32″ O  | |             |
|      | 2.4.30 | Alteichenreihe westlich der Friedrichsdorfer Straße                                                                                       |        | 51° 57′ 4″ N, 8° 29′ 46″ O  | |             |
|      | 2.4.31 | Alteichenreihe entlang des Reiherweges westlich der Friedrichsdorfer Straße                                                               |        | 51° 57′ 1″ N, 8° 29′ 41″ O  | |             |
|      | 2.4.32 | Feldhecke südlich des NSG Schwarzes Venn (NSG 2.1-4)                                                                                      |        | 51° 59′ 41″ N, 8° 28′ 13″ O | |             |
|      | 2.4.33 | Baumreihe und Feldhecke aus Erlen, Kopfweiden und Eichen entlang des Röhrbachs (Gewässer 42) östlich der Ummelner Straße                  |        | 51° 59′ 39″ N, 8° 28′ 18″ O | |             |
|      | 2.4.34 | Feldhecke zwischen dem Park der Firma Windel und dem Eisternfeldweg                                                                       |        | 51° 56′ 53″ N, 8° 31′ 52″ O | |             |
|      | 2.4.35 | Hofeichenbestand am Hof Niederröhrmann, Eisternfeldweg                                                                                    |        | 51° 56′ 51″ N, 8° 32′ 3″ O  | |             |
|      | 2.4.36 | 7 Alteichen auf dem Hof Füchtemeier, Haus Postheide Nr. 61                                                                                |        | 51° 56′ 49″ N, 8° 30′ 17″ O | |             |
|      | 2.4.37 | 9 Alteichen auf dem Grundstück des Hauses Lohmannsweg 54                                                                                  |        | 51° 56′ 46″ N, 8° 30′ 29″ O | |             |
|      | 2.4.38 | Alteiche an der Westseite der Kreuzung Lohmannsweg/Postheide                                                                              |        | 51° 56′ 43″ N, 8° 30′ 28″ O | |             |
|      | 2.4.39 | Eichengruppe (16 Stck.) auf einem Hügel südwestlich der Kreuzung Lohmannsweg/Postheide                                                    |        | 51° 56′ 41″ N, 8° 30′ 27″ O | |             |
|      | 2.4.40 | 3 Alteichen auf dem Gelände des Hofes Külker, Lohmannsweg                                                                                 |        | 51° 56′ 42″ N, 8° 30′ 38″ O | |             |
|      | 2.4.41 | Alteiche mit Tümpel an der Südseite des Lohmannsweges                                                                                     |        | 51° 56′ 40″ N, 8° 30′ 23″ O | |             |
|      | 2.4.44 | Alteichengruppe westlich des Hauses Postheide Nr. 9                                                                                       |        | 51° 56′ 29″ N, 8° 30′ 27″ O | |             |
|      | 2.4.45 | Alteichenreihe mit Gebüsch und Saum zwischen der südlichen Windflöte und dem Fingerhutweg                                                 |        | 51° 56′ 33″ N, 8° 30′ 5″ O  | |             |
|      | 2.4.46 | mehrstämmige Alteichenreihe entlang der Lippstädter Straße südlich der Windflöte                                                          |        | 51° 56′ 27″ N, 8° 29′ 41″ O | |             |
|      | 2.4.47 | Hasselbach (Gewässer 44) mit bachbegleitenden Erlen- und Eichengehölzen nördlich und südwestlich von Haus Heidegrund                      |        | 51° 56′ 12″ N, 8° 32′ 57″ O | |             |
|      | 2.4.48 | Kleingewässer und Alterlenreihe entlang des Gewässers 43.01 zwischen Stadtgrenze und Hof Miele                                            |        | 51° 55′ 55″ N, 8° 29′ 59″ O | Erhaltung eines naturnahen Kleingewässers mit Steil- und Flachwasserzonen, Röhrichtflächen und angrenzendem Erlengebüsch. |             |
|      | 2.4.49 | Feldhecke zwischen der Stadtgrenze und der Bekelheider Straße                                                                             |        | 51° 55′ 35″ N, 8° 30′ 17″ O | |             |
|      | 2.4.50 | Alteichenreihe und Alteichenallee entlang des Schlepperweges                                                                              |        | 51° 55′ 34″ N, 8° 32′ 54″ O | |             |
|      | 2.4.51 | bachbegleitende Erlen- und Alteichen-bestände entlang des Dalbkebaches (Gewässer 45) im Bereich des Gutes Wilhelmsdorf                    |        | 51° 55′ 28″ N, 8° 32′ 55″ O | |             |
|      | 2.4.52 | bachbegleitende Erlen und Alteichenbestände entlang des Strothbaches (Gewässer 48) im Bereich Friedrichshütte                             |        | 51° 55′ 19″ N, 8° 33′ 19″ O | |             |
|      | 2.4.54 | Kerbtal der Bullerbeeke (Gewässer 26.02) mit bachbegleitenden Alteichen- und -buchenbeständen                                             |        | 51° 58′ 21″ N, 8° 36′ 9″ O  | Erhaltung eines natur-nahen tief eingekerbten Abschnitts der Bullerbeeke mit zeitweise schüttenden Quellen, und angrenzenden Eichen- und Buchenbeständen. |             |
|      | 2.4.55 | bachbegleitende Alteichen- und -buchenbestände entlang des Landwehrbachs (Gewässer 44.09) westlich der Mülldeponie Senne                  |        | 51° 58′ 7″ N, 8° 34′ 9″ O   | |             |
|      | 2.4.56 | ehemalige Sandabgrabung mit Kleingewässer südlich des Hofes Vogel am Senner Hellweg                                                       |        | 51° 57′ 57″ N, 8° 34′ 6″ O  | Erhaltung eines in diesem Landschaftsraum äußerst seltenen, naturnahen Kleingewässers mit angrenzenden Eichen- und Buchenbeständen. |             |
|      | 2.4.57 | Alteichenreihe zwischen Hof Vogel und dem Holzhof südlich des Senner Hellweges                                                            |        | 51° 57′ 53″ N, 8° 34′ 9″ O  | |             |
|      | 2.4.58 | 2 Kastanien und 5 Alteichen am Haus Kampstraße 62                                                                                         |        | 51° 57′ 20″ N, 8° 33′ 14″ O | |             |
|      | 2.4.59 | Teichanlage mit Ufergehölz und Alteichenbestand südlich des Schillingshofes                                                               |        | 51° 57′ 17″ N, 8° 33′ 24″ O | Erhaltung eines Kleingewässers mit angrenzendem Eichen-Birkenbestand. |             |
|      | 2.4.60 | Eichen-Birkenbestand innerhalb einer Ackerfläche südöstlich des Schillingshofes nördlich des Oberkampweges                                |        | 51° 55′ 20″ N, 8° 33′ 18″ O | |             |
|      | 2.4.61 | Alteichenreihe südlich des Netzweges auf dem Gelände der städtischen Gärtnerei                                                            |        | 51° 56′ 38″ N, 8° 35′ 12″ O | |             |
|      | 2.4.62 | Alteichenreihe zwischen A 33 und dem Wäldchen an der Verler Straße                                                                        |        | 51° 56′ 14″ N, 8° 33′ 47″ O | |             |
|      | 2.4.63 | Alteichenreihe entlang des Behringsweges                                                                                                  |        | 51° 56′ 10″ N, 8° 33′ 34″ O | |             |
|      | 2.4.64 | Feldhecke an der Nordwestseite des Sportplatzes westlich der Eckardtsheimer Straße                                                        |        | 51° 56′ 0″ N, 8° 33′ 11″ O  | |             |
|      | 2.4.65 | Alteichenreihe entlang des Gewässers 47.02 zwischen der Bahnlinie Bielefeld-Paderborn und den Nebengebäuden des Hofes Rolf/Bögeholz       |        | 51° 56′ 3″ N, 8° 35′ 2″ O   | |             |
|      | 2.4.66 | Kleingewässer mit Feuchtwiesenresten nördlich der L 756 und westlich des ehemaligen WISA-Geländes                                         |        | 51° 56′ 8″ N, 8° 36′ 10″ O  | Erhaltung eines naturnahen Kleingewässers mit Flachwasserzonen, Röhrichtbeständen, angrenzenden Feuchtwiesenresten und Gehölzbeständen. |             |
|      | 2.4.67 | Alteichenreihe zwischen dem Hof Brakemann und dem ehemaligen WISA-Gelände                                                                 |        | 51° 56′ 6″ N, 8° 36′ 18″ O  | |             |
|      | 2.4.68 | Kopfweidenbestand westlich des Hofes Freitag, Paderborner Straße 315                                                                      |        | 51° 56′ 0″ N, 8° 36′ 17″ O  | |             |
|      | 2.4.69 | Alteichenbestand zwischen Schlepperweg und Verler Straße                                                                                  |        | 51° 55′ 45″ N, 8° 33′ 12″ O | |             |
|      | 2.4.70 | Alteichenreihe östlich und Lindenreihe westlich entlang der Wilhelmsdorfer Straße                                                         |        | 51° 55′ 36″ N, 8° 32′ 56″ O | |             |
|      | 2.4.71 | Alteichen-, Akazien- und Lindenreihe entlang des Paracelsusweges östlich der Verler Straße                                                |        | 51° 55′ 34″ N, 8° 33′ 11″ O | |             |
|      | 2.4.72 | Kleingewässer Ophra-Teich am Sprungbach südöstlich des Paracelsusweges                                                                    |        | 51° 55′ 45″ N, 8° 33′ 49″ O | |             |
|      | 2.4.73 | Strothbach und Hülsenstrothbach (Gewässer 48 und 48.05) zwischen Alter Paderborner Landstraße und Lorbeerweg                              |        | 51° 55′ 25″ N, 8° 34′ 19″ O | Erhaltung eines weitgehend naturnahen Abschnitts des Strothbach-Mittellaufes (Gewässer 48) und Hülsenstrothbaches (Gewässer 48.01) mit bachbegleitendem Erlen-Eschenwald, Kleingewässer mit Flach- und Steilufer, Röhrichtsaum und angrenzendem Erlenbestand. |             |
|      | 2.4.74 | Alteichen südlich Gut Wilhelmsdorf an der Garnheide                                                                                       |        | 51° 55′ 29″ N, 8° 33′ 6″ O  | |             |

## Landschaftspläne
Die Landschaftsplanung für das Gebiet der Stadt Bielefeld ist mit den drei Landschaftsplänen Bielefeld-Ost, Bielefeld-Senne und Bielefeld West  flächendeckend umgesetzt. Aktualisierungsstand ist der 1. Juli 2019.
Zusätzlich zu den aufgelisteten, gemäß § 23 LG geschützten Landschaftsbestandteilen, sind gemäß § 47 LG auch mit öffentlichen Mitteln geförderte Anpflanzungen außerhalb des Waldes und die Wallhecken gesetzlich geschützte Landschaftsbestandteile.